# بحيرة سوبيريور

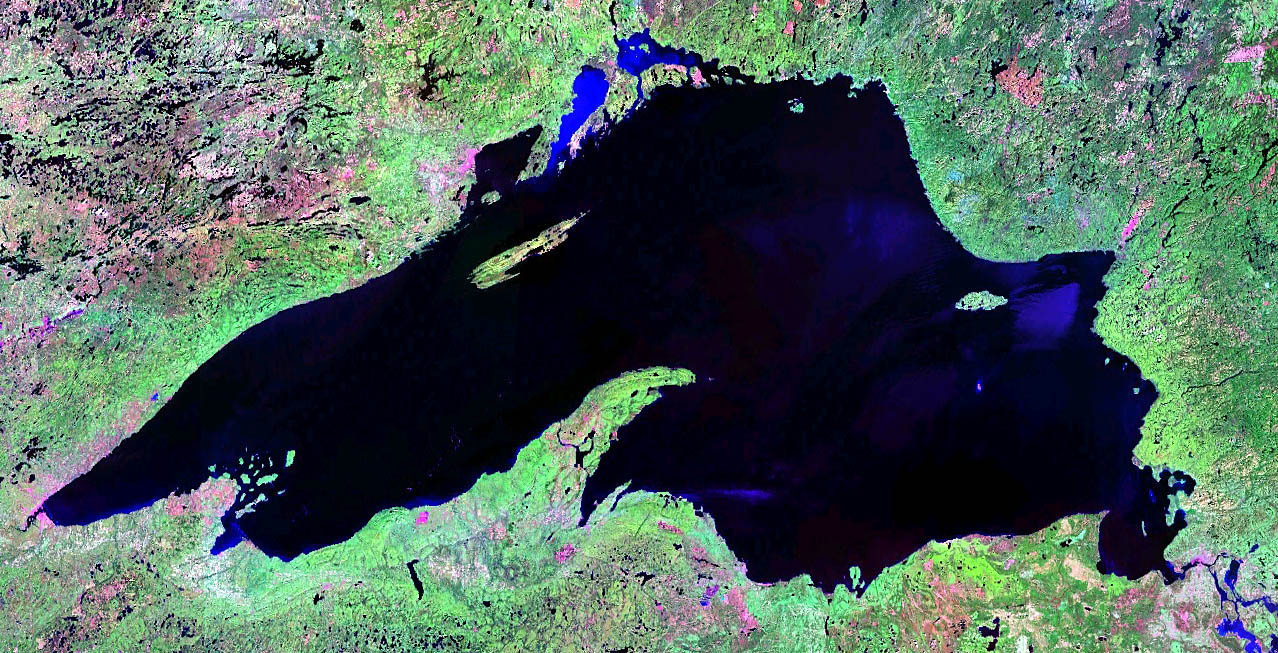
صورة بالأقمار الصناعية للبحيرة

بحيرة سوبيريور أو قد تُكتب بحيرة سوبريور (بالإنجليزية: Lake Superior، وبالفرنسية: Lac Supérieur، وتعرف عند الأمريكيين الأصليين باسم «غيتشي غومي») هي أكبر البحيرات الخمس العظمى في أمريكا الشمالية وأكبر بحيرة للمياه العذبة في العالم من حيث المساحة، وثالث أكبر بحيرة للمياه العذبة من حيث الحجم. تتشترك فيها مقاطعة أونتاريو الكندية من الشمال، ومن الغرب ولاية مينيسوتا الأمريكية، ومن الجنوب ويسكونسن وشبه جزيرة ميتشجان العليا الأمريكيتان. وتعتبر أكبر بحيرة من الماء العذب على وجه الأرض من حيث المساحة، ما لم تعتبر بحيرتا ميشيغان وهورون بحيرة واحدة (بحيرة ميشيغان-هورون).

## التسمية
اسم البحيرة حسب أجيبوي هو غيشي-غامي (تنطق غيتشي-غامي أو كيتشي-غامي في لهجات مختلفة)،  بمعنى «البحر الكبير». كتب هنري وادزورث لونغفيلو الاسم بـ «جيتشي غومي» في قصيدة أغنية هياواثا، كما فعل جوردون لايتفوت في أغنيته «حطام السفينة إدموند فيتزجيرالد». وفقًا لمصادر أخرى، فإن اسم أجيبوي الكامل هو أجيبوي غيشيغامي («بحر أجيبوي العظيم») أو أنيشينابه غيشيغامي («بحر أنيشينابه العظيم»). يعطي قاموس 1878 للأب فريدريك باراغا، وهو أول قاموس كتب للغة الأوجيبواي، تسمية أوجيبوي باسم Otchipwe-kitchi-gami (نسخة من Ojibwe Gichigami).
أشار المستكشفون الفرنسيون الأوائل الذين اقتربوا من البحر الداخلي الكبير عن طريق نهر أوتاوا وبحيرة هورون في القرن السابع عشر إلى اكتشافهم باسم le lac supérieur (البحيرة العليا، أي فوق بحيرة هورون). البحيرة كانت تسمى أيضًا بحيرة تريسي (بالنسبة إلى ألكسندر دي بروفيل دي تريسي) من قبل المبشرين اليسوعيين في القرن السابع عشر. عندما استولى البريطانيون على المنطقة من الفرنسيين في ستينيات القرن الثامن عشر بعد الحرب الفرنسية والهندية، نقلوا اسم البحيرة إلى سوبريور«بسبب تفوقها من حيث الحجم على أي من البحيرات في تلك القارة الشاسعة»".

## الهيدروغرافيا

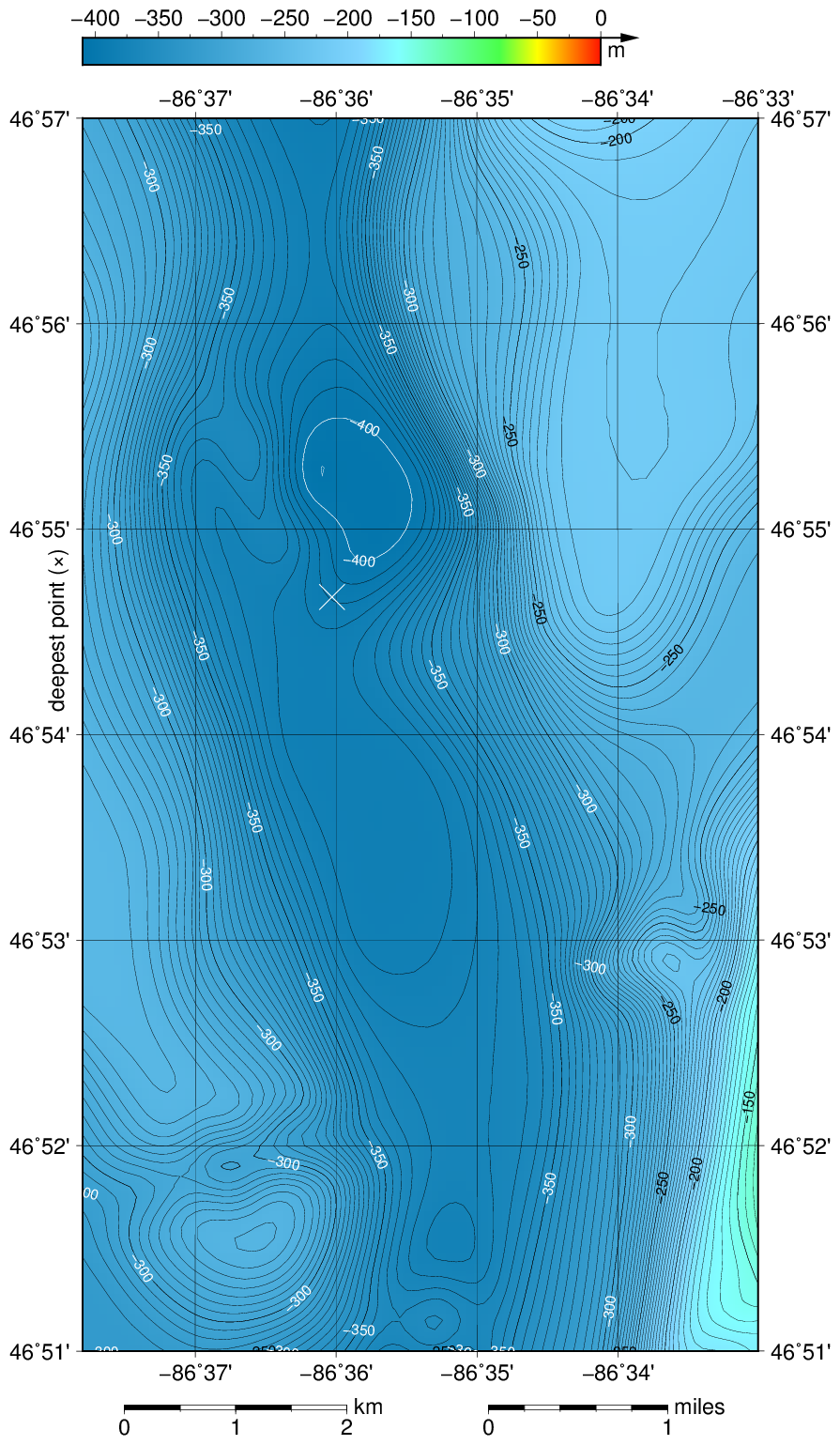
أعمق نقطة في البحيرة العليا على خريطة الأعماق.

تصب بحيرة سوبيريور في بحيرة هورون عبر نهر سانت ماري وهويس سو. تعتبر بحيرة سوبيريور أكبر بحيرة للمياه العذبة في العالم من حيث المساحة وثالث أكبر بحيرة من حيث الحجم، خلف بحيرة بايكال في سيبيريا وبحيرة تنجانيقا في شرق إفريقيا. بالرغم من أن بحر قزوين أكبر من بحيرة سوبيريور من حيث المساحة والحجم، إلا أنه قليل الملوحة. على الرغم أنه منعزل حاليًا، لكن تاريخيًا رُبط بحر قزوين بشكل متكرر ثم عزل عن البحر الأبيض المتوسط عبر البحر الأسود.
تبلغ مساحة بحيرة سوبيريور حوالي 31,700 ميل مربع (82,103 كـم2)، وهو يقارب مساحة ولاية كارولينا الجنوبية أو النمسا. يبلغ الحد الأقصى لطولها 560 كيلومتر (350 ميل) والحد الأقصى للعرض هو 257 كيلومتر (160 ميل). متوسط عمقها 483 قدم (147 م) وبعمق أقصى 1,333 قدم (406 م). تحتوي بحيرة سوبيريور على12,100 كيلومتر مكعب (2,900 ميل3) من الماء. توجد مياه كافية في بحيرة سوبيريور لتغطية كامل كتلة اليابسة في أمريكا الشمالية والجنوبية بارتفاع 30 سنتيمتر (12 بوصة)(1). يمتد الخط الساحلي للبحيرة 2,726 ميل (4,387 كـم) (بما في ذلك الجزر).
كان عالم المسطحات المائية الداخلية الأمريكي جيه فال كلومب أول شخص يصل إلى أدنى عمق لبحيرة سوبيريور في 30 يوليو 1985، كجزء من رحلة استكشافية علمية، والتي بلغت عمق 733 قدم (223 م) تحت مستوى سطح البحر وهو ثاني أدنى بقعة في المناطق الداخلية القارية للولايات المتحدة وثالث أدنى بقعة في المناطق الداخلية لقارة أمريكا الشمالية بعد بحيرة إيليامنا في ألاسكا(2) وبحيرة جريت سليف في الأقاليم الشمالية الغربية لكندا(3).(4)
بينما تختلف درجة حرارة سطح بحيرة سوبيريور بشكل موسمي، فإن درجة الحرارة أقل من 200 متر (660 قدم) ثابت، تقريبًا مستوى 39 درجة فهرنهايت (4 درجة مئوية). هذا التباين في درجات الحرارة يجعل البحيرة طبقية المياه موسميًا. ومع ذلك، يصل عمود الماء مرتين في السنة إلى درجة حرارة موحدة تبلغ 39 درجة فهرنهايت (4 درجة مئوية) من أعلى إلى أسفل، وتختلط مياه البحيرة جيدًا. هذه الميزة تجعل البحيرة ديميكتيك. نظرًا لحجمها، تتمتع بحيرة سوبيريور بفترة مكوث الماء في البحيرة تصل إلى 191 عامًا.
تتميز العواصف السنوية على بحيرة سوبيريور بانتظام وبارتفاعات موجية تزيد عن 20 قدم (6 م). وقد سُجلت أمواج تزيد عن 30 قدم (9 م).

### الروافد والمنافذ

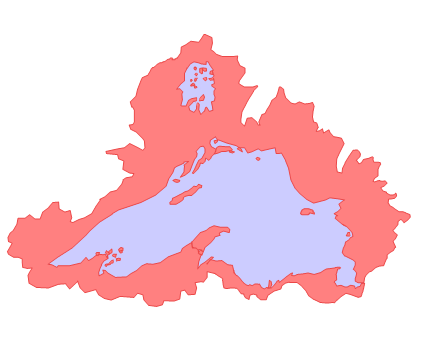
حوض بحيرة سوبيريور

يغذي بحيرة سوبيريور أكثر من 200 نهر، ومن أهمها: نهر نيبيغون ونهر سانت لويس ونهر بيجون ونهر بيك ونهر وايت ونهر ميتشيبيكوتين ونهر بوا برولي ونهر كامينيستيكيا. تصب بحيرة سوبيريور في بحيرة هرون عبر نهر سانت ماري. توجد تيارات نهرية سريعة عند الطرف العلوي للنهر (بحيرة سوبيريور)، حيث يكون قاع النهر شديد الانحدار نسبيًا. تمكّن أقفال سو السفن من تجاوز المنحدرات والتغلب على فرق الارتفاع (25 قدم (8 م)) بين البحيرات سوبريور وهورون.

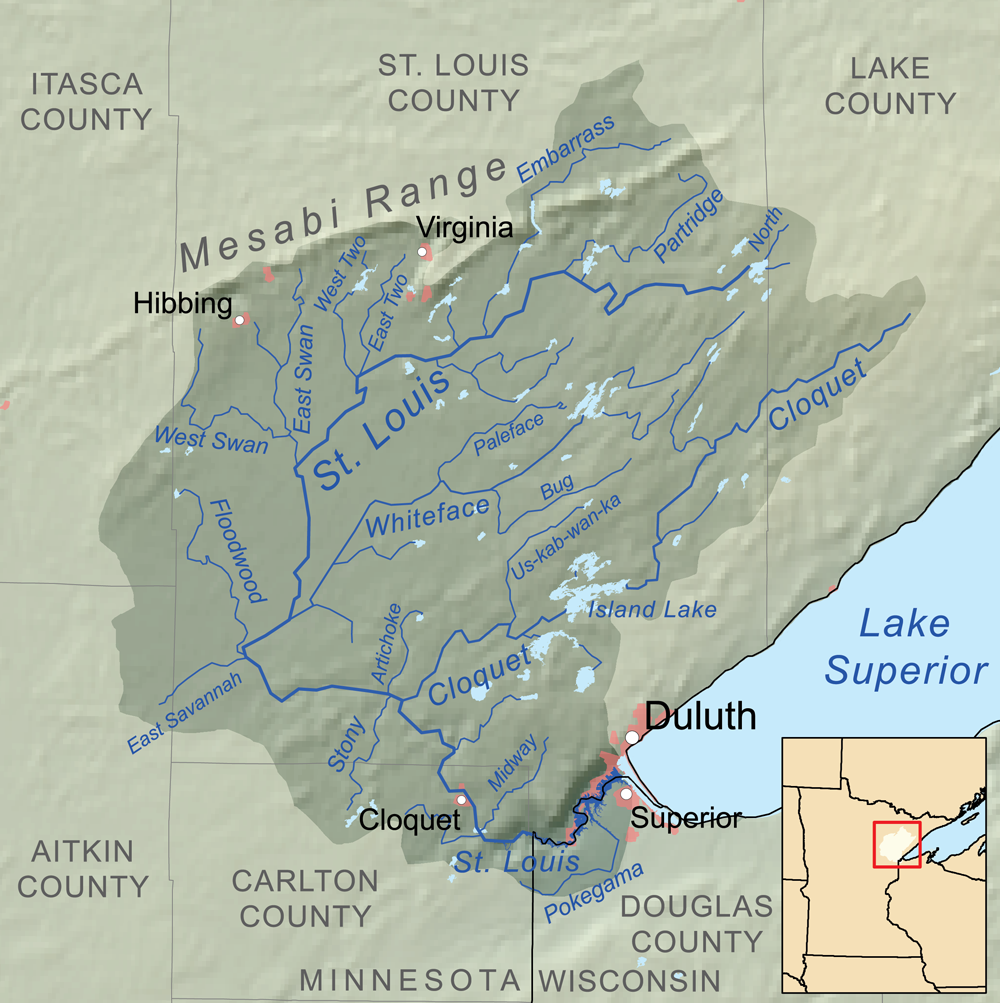
حوض المياه لنهر سانت لويس

### مستويات المياه

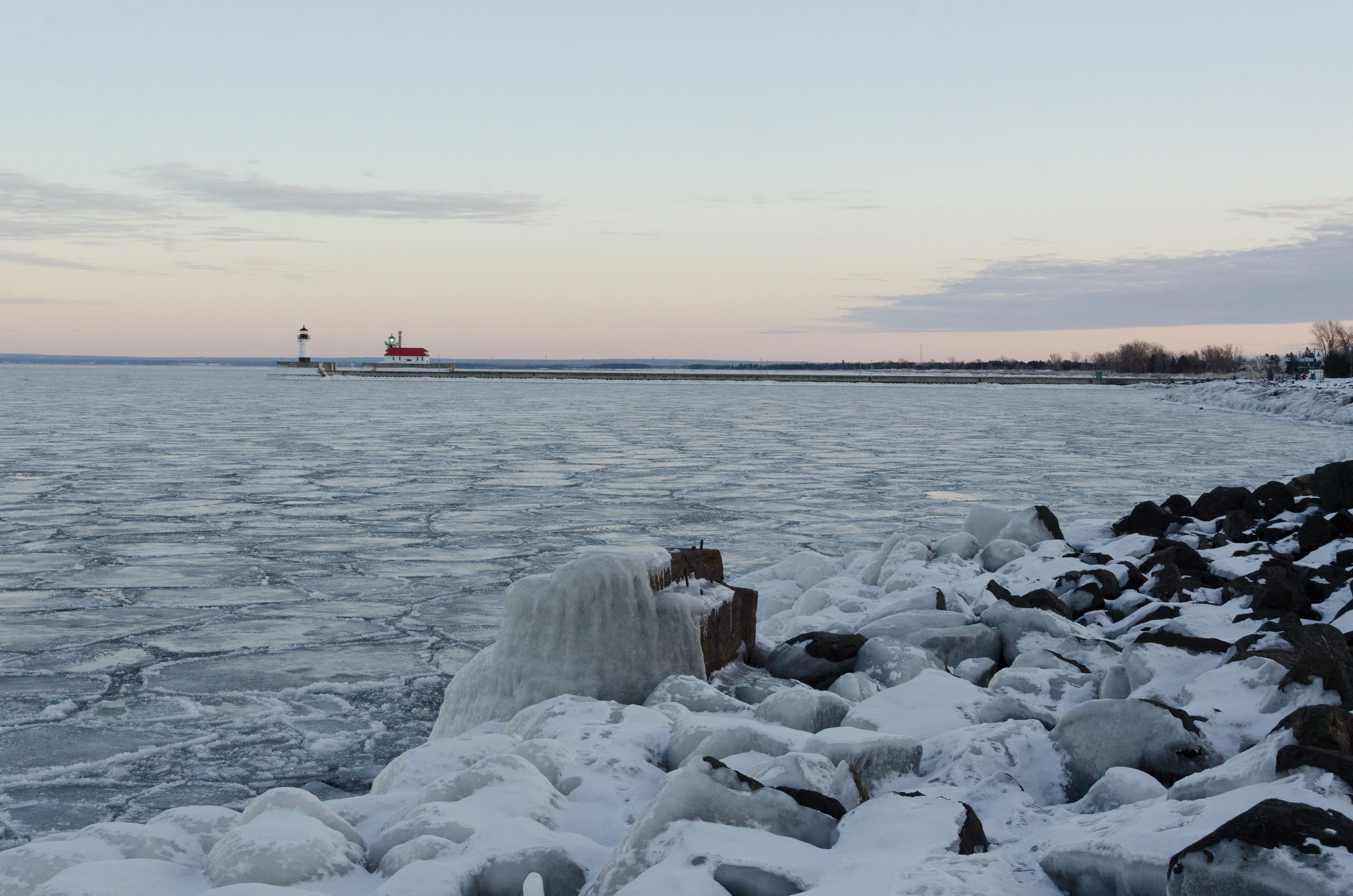
مدخل ميناء دولوث المجمد

يبلغ متوسط ارتفاع سطح البحيرة 183 متر (600 قدم) فوق مستوى سطح البحر. حتى عام 1887 تقريبًا، كان النقل الهيدروليكي الطبيعي عبر تيارات نهر سانت ماري يحدد التدفق الخارجي من بحيرة سوبيريور. بحلول عام 1921، أدى التطور لدعم النقل والطاقة الكهرومائية إلى إنشاء بوابات وأقفال وقنوات كهربائية وهياكل تحكم أخرى تمتد بالكامل على منحدرات سانت ماري. يُعرف الهيكل التنظيمي باسم الأشغال التعويضية ويُشغل وفقًا لخطة تنظيمية تُعرف باسم خطة 1977-أ. تُنظم مستويات المياه، بما في ذلك عمليات تحويل المياه من مستجمعات المياه في خليج هدسون، من قبل مجلس التحكم الدولي للبحيرة العليا، والذي أنشأته اللجنة الدولية المشتركةفي عام 1914.
كان مستوى المياه في بحيرة سوبيريور عند مستوى قياسي جديد في سبتمبر 2007، أقل قليلاً من المستوى القياسي السابق المنخفض في عام 1926. استعيدت مستويات المياه في غضون أيام قليلة.
ارتفاع تاريخي في مستوى المياه
يتأرجح منسوب مياه البحيرة من شهر لآخر، مع أعلى مستويات البحيرة في أكتوبر ونوفمبر. علامة ارتفاع المياه العادية هي 1.17 قدم (0.36 م) فوق المعلم (601.1 قدم أو 183.2 م). في صيف عام 1985، وصلت بحيرة سوبيريور إلى أعلى مستوى لها عند 2.33 قدم (0.71 م) فوق المعلم. وضع شتاء عام 1986 أرقامًا قياسية جديدة لمياه عالية خلال أشهر الشتاء والربيع (من يناير إلى يونيو)، والتي تتراوح من 1.33 قدم (0.41 م) إلى 1.833 قدم (0.559 م) فوق معلم الرسم البياني.
انخفاض تاريخي في مستوى المياه
تحدث أدنى مستويات البحيرة في شهري مارس وأبريل. علامة انخفاض المياه العادية هي 0.33 قدم (0.10 م) تحت المعلم (601.1 قدم أو 183.2 م). في شتاء عام 1926، وصلت بحيرة سوبيريور إلى أدنى مستوى لها عند 1.58 قدم (0.48 م) تحت المعلم. بالإضافة إلى ذلك، تضمن النصف الأول من العام بأكمله (من يناير إلى يونيو) شهورًا منخفضة قياسية. كان انخفاض المياه استمرارًا لانخفاض مستويات البحيرة من العام السابق، 1925، والذي سجل أرقامًا قياسية للمياه المنخفضة لشهر أكتوبر حتى ديسمبر. خلال فترة الأشهر التسعة من أكتوبر 1925 إلى يونيو 1926، تراوحت مستويات المياه بين 1.58 قدم (0.48 م) إلى 0.33 قدم (0.10 م) أسفل المعلم  في صيف عام 2007، سُجل أدنى المستويات التاريخية الشهرية. في أغسطس عند 0.66 قدم (0.20 م)، وفي سبتمبر عند 0.58 قدم (0.18 م).

### تغير المناخ
وفقًا لدراسة أجراها أساتذة في جامعة مينيسوتا دولوث، ربما ارتفعت درجة حرارة بحيرة سوبيريور بشكل أسرع من المنطقة المحيطة بها. يبدو أن درجات حرارة سطح البحيرة قد ارتفعت بنحو 4.5 °ف (2.5 °م) بين 1979 و 2007، مقارنة بنحو 2.7 °ف (1.5 °م) زيادة في متوسط درجة حرارة الهواء المحيط. قد تكون الزيادة في درجة حرارة سطح البحيرة مرتبطة بتناقص الغطاء الجليدي. يسمح الغطاء الجليدي الشتوي الأقل لمزيد من الإشعاع الشمسي باختراق المياه وتسخينها. إذا استمرت الاتجاهات، فإن بحيرة سوبيريور، التي تتجمد تمامًا مرة واحدة كل 20 عامًا، يمكن أن تصبح خالية من الجليد بشكل روتيني بحلول عام 2040. سيكون هذا خروجًا مهمًا عن السجلات التاريخية، وفقًا لهوبير لامب، أبلغ صموئيل شامبلين عن وجود جليد على طول شواطئ بحيرة سوبيريور في يونيو 1608. قد تؤدي درجات الحرارة الأكثر دفئًا إلى مزيد من الثلوج في البحيرة مما يؤثر على الأحزمة الثلجية على طول شواطئ البحيرة، خاصة في شبه جزيرة ميشيغان العليا جلب فصول الشتاء الأخيران المتتاليان (2013-2014 و2014-2015) تغطية جليدية عالية بشكل غير عادي لمنطقة البحيرات الكبرى، وفي 6 مارس 2014، بلغ إجمالي تغطية الجليد ذروته عند 92.5٪، وهو ثاني أعلى مستوى في التاريخ المسجل. تجاوزت تغطية بحيرة سوبيريور للجليد الرقم القياسي لعام 2014 في عام 2019، حيث وصلت تغطية 95٪.

## الجغرافيا

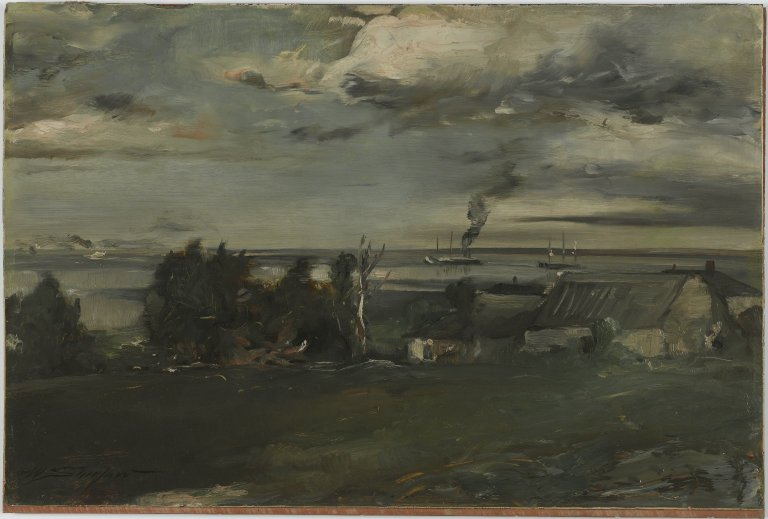
بحيرة سوبيريور، بواسطة والتر شيرلاو

تُعد بحيرة سوبيريور جزءًا من مجموعة البحيرات العظمى في أمريكا الشمالية، وتحدّها ولايات أمريكية من الجنوب ومقاطعة أونتاريو الكندية من الشمال. تضم منطقة أونتاريو العديد من البحيرات الأصغر ذات الأسماء الفريدة، مثل بحيرة الضحك (كندا) الواقعة شمال المقاطعة.
أكبر جزيرة في بحيرة سوبيريور هي جزيرة رويال في ولاية ميشيغان. تحتوي جزيرة رويال على عدة بحيرات، بعضها يحتوي أيضًا على جزر. تشمل الجزر الأخرى المعروفة جزيرة مادلين في ولاية ويسكونسن وجزيرة ميتشبيكوتين في مقاطعة أونتاريو وجزيرة جراند آيلاند (موقع منطقة جراند آيلاند الوطنية للاستجمام) في ولاية ميشيغان.
تشمل المدن الكبرى المطلة على بحيرة سوبيريور موانئ دولوث ومينيسوتا وسوبريور بولاية ويسكونسن وثاندر باي بأونتاريو وماركيت بميشيغان؛ والمدينتان التوأم سولت سانت ماري بميشيغان وسولت سانت. ماري بأونتاريو. دولوث سوبريور، في الطرف الغربي من بحيرة سوبيريور، هي أكثر نقطة داخلية على طريق سانت لورانس البحري وأكبر الموانئ الداخلية في العالم.
من بين الأماكن ذات المناظر الخلابة على البحيرة هي شاطئ بحيرة جزر الرسول الوطني، بروكواي ماونتن درايف في شبه جزيرة كيويناو، حديقة جزيرة رويال الوطنية، الحديقة الولائية لجبال بوركوبين البرية، حديقة بوكاسكوا الوطنية، حديقة بحيرة سوبريور الإقليمية، منطقة جراند آيلاند الوطنية للاستجمام، العملاق النائم أونتاريو وشاطئ بحيرة الصخور المصورة الوطني.
رحلة جولة في منطقة البحيرات العظمى هي عبارة عن نظام طريق خلاب مخصص يربط جميع البحيرات العظمى ونهر سانت لورانس.

## المناخ
يقلل حجم بحيرة سوبيريور من شدة مواسم مناخها القاري الرطب (أكثر شيوعًا في مواقع مثل نوفا سكوشا). يتراوح رد فعل سطح الماء البطيء للتغيرات في درجات الحرارة موسمياً بين 32 و 55 درجة فهرنهايت (0-13 درجة مئوية) حوالي عام 1970، يساعد هذا السطح على تلطيف درجات حرارة الهواء المحيط في الصيف(6) والشتاء، ويخلق زوبعةً ثلجية في الأشهر الباردة. تحمل التلال والجبال التي تحد البحيرة الرطوبة والضباب خاصة في فصل الخريف.
ارتفعت درجة حرارة سطح البحيرة بمقدار 4.5 درجة فهرنهايت (2.5 °C) من 1979 إلى 2006.

## الجيولوجيا

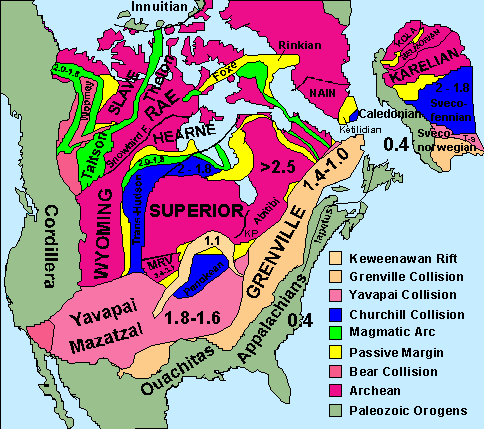
كراتون أمريكا الشمالية وصخور الطابق السفلي، تظهر تشكيل صدع منتصف القارة الذي يحتوي اليوم على بحيرة سوبيريور

تعود صخور الشاطئ الشمالي لبحيرة سوبيريور إلى التاريخ المبكر للأرض. خلال عصر ما قبل الكمبري (بين 4.5 قبل مليار و 540 مليون سنة) خلقت الصهارة، التي شقت طريقها إلى السطح المنبثق، الجرانيت المتطفل للدرع الكندي. يمكن رؤية هذا الجرانيت القديم على الشاطئ الشمالي اليوم. لقد ترسبت العديد من المعادن الثمينة خلال تكون جبال بينوكين، وهو جزء من العملية التي أدت إلى إنشاء منطقة البحيرات العظمى التكتونية. وقد ثبت أن المنطقة المحيطة بالبحيرة غنية بالمعادن ومن بين الأكثر تعدينًا: النحاس والحديد والفضة والذهب والنيكل. يشمل الإنتاج البارز للذهب من منجم هيملو بالقرب من ماراثون، والنحاس من شبه جزيرة كيويناو وتشكيل نقطة مامينس، والحديد من سلسلة جبال جوجبيك، والفضة في الجزيرة الفضية، واليورانيوم في ثيانو بوينت.
تآكلت الجبال بشكل مطرد، وترسب طبقات من الرواسب التي تنضغط وتصبح حجرًا جيريًا، دولوميتًا، تاكونيتًا وطفلًا صفحيًا في شلالات كاكابيكا.
تصدعت القشرة القارية في وقت لاحق، مما أحدث أحد أعمق الشقوق في العالم. تقع البحيرة في هذا الوادي المتصدع منذ فترة طويلة في حقبة الطلائع الوسطى، صدع منتصف القارة. حقنت الصهارة بين طبقات الصخور الرسوبية مكونة عتبات دياباس. يحمي دياباس الصلب هذا طبقات الصخور الرسوبية أدناه، مكونًا ميساسًا مسطحًا في منطقة ثاندر باي. تشكل الجمشت في بعض التجاويف التي أنشأها صدع منتصف القارة وهناك العديد من مناجم الجمشت في منطقة ثاندر باي.

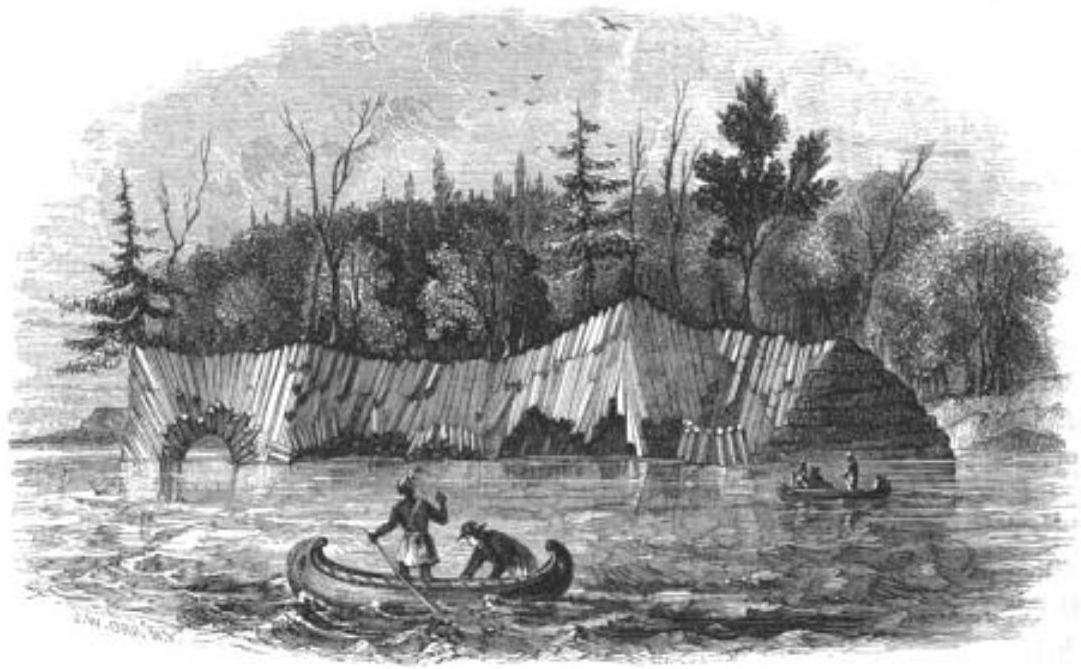
أعمدة بازلتية على طول بحيرة سوبيريور

اندلعت الحمم البركانية من الصدع وشكلت صخرة البازلت الأسود لجزيرة ميتشبيكوتين وشبه جزيرة بلاك باي وجزيرة سانت إجناس.
في أحدث تاريخ جيولوجي، أثناء التجلد في ويسكونسن قبل 10000 عام، غطى الجليد المنطقة بسمك 1.25 ميل (2 كـم). تم نحت معالم الأرض المألوفة اليوم من خلال تقدم وتراجع الغطاء الجليدي. وخلف التراجع رواسب من الحصى والرمل والطين والصخور. تجمعت المياه الجليدية الذائبة في الحوض الكبير مما أدى إلى تكوين بحيرة مينونج، وهي مقدمة لبحيرة سوبيريور. بدون الوزن الهائل للجليد، انتعشت الأرض، وتشكل منفذ تصريف في سولت سانت ماري، ليصبح نهر سانت ماري اليوم.

## التاريخ

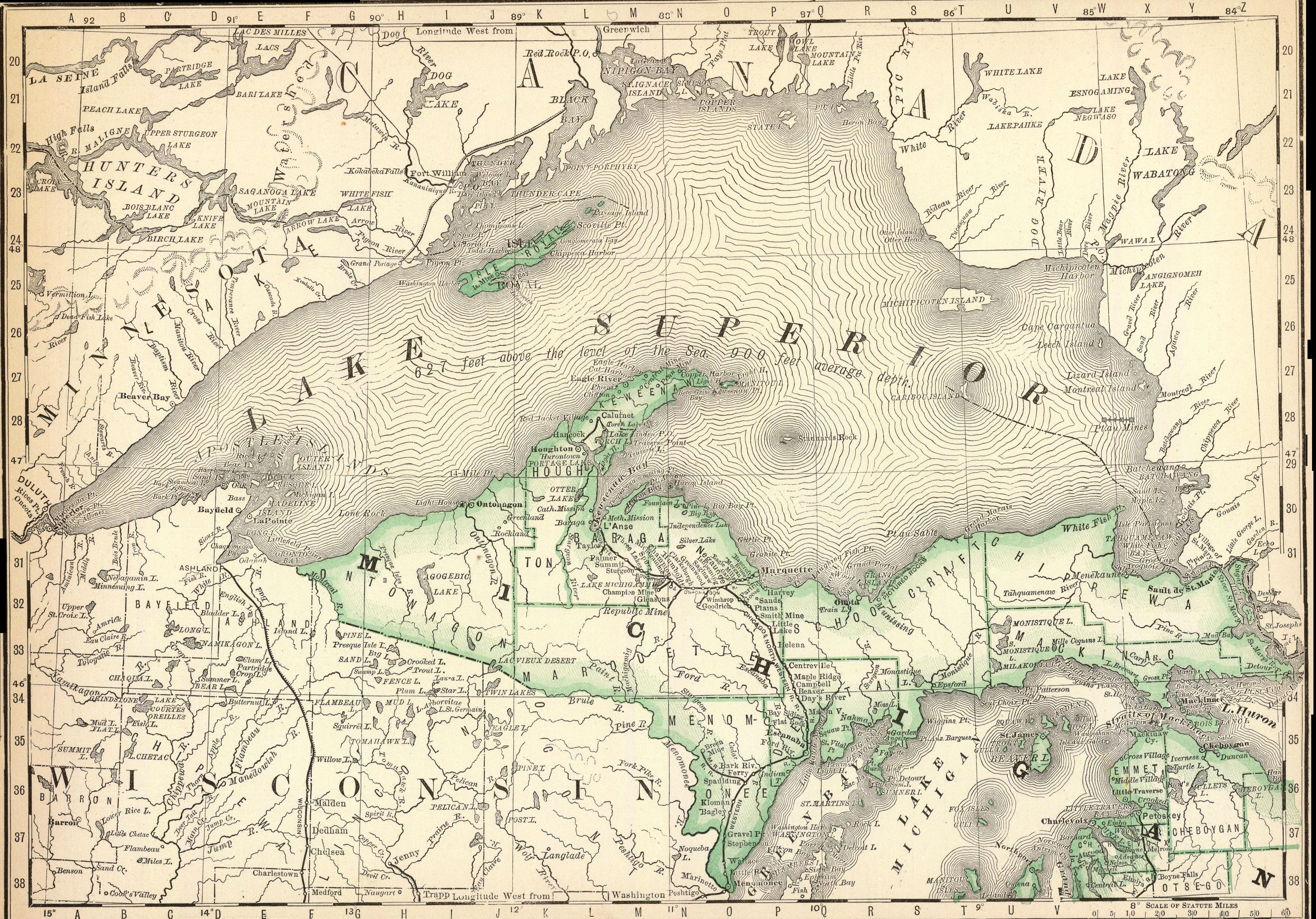
خريطة تاريخية لبحيرة سوبيريور وميتشيغان الشمالية، نشرها راند ماكنالي عام 1879

جاء أول قبيلة إلى منطقة بحيرة سوبيريور منذ 10000 عام بعد تراجع الأنهار الجليدية في العصر الجليدي الأخير. تُعرف باسم بلانو، وقد استخدموا الرماح ذات الرؤوس الحجرية لاصطياد الوعل على الجانب الشمالي الغربي من بحيرة مينونج.
يُعرف الأشخاص الموثقون التاليون باسم الدرع العتيق (بالإنجليزية: Shield Archaic) (حوالي 5000-500 قبل الميلاد). يمكن العثور على أدلة على هذه الثقافة في الأطراف الشرقية والغربية من الشاطئ الكندي. استخدموا الأقواس والسهام، وقوارب الكانو المخبأة، وصيد الأسماك والصيد واستخراج النحاس للأدوات والأسلحة، وإنشاء شبكات تجارية. ويعتقد أنهم أسلاف مباشرون لأوجيبوي وكري.
طور شعب لوريل (حوالي 500 قبل الميلاد إلى 500 ميلادي) الصيد بشباك السين، وعُثر على أدلة في الأنهار حول سوبيريور مثل بيك وميتشيبيكوتين.

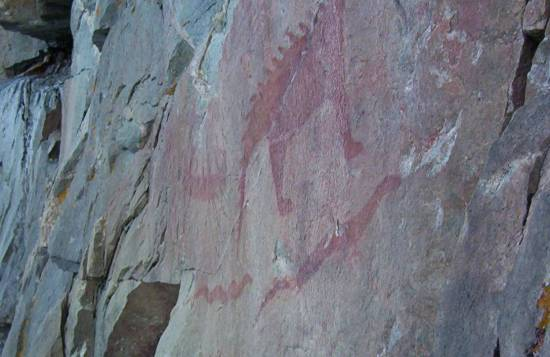
رسم صوري في منتزه ليك سوبيريور الإقليمي، أونتاريو

ثقافة أخرى تُعرف باسم هنود غابة المحطة الطرفية (بالإنجليزية: Terminal Woodland Indians) (ج. 900-1650 بعد الميلاد). كانوا شعب ألجونكيان يصطادون ويصطادون السمك ويجمعون التوت. استخدموا أحذية الثلج وزوارق لحاء البتولا والنزل المخروطية أو المقببة. اكتشفت تسع طبقات من المعسكرات عند مصب نهر ميتشبيكوتين. من المحتمل أن تكون معظم حفر بوكاسكوا قد صنعت خلال هذا الوقت.
سكن شعب أنيشينابه والذي يشمل قبائل أجيبوي منطقة بحيرة سوبيريور لأكثر من خمسمائة سنة، وكان قد سبقتهم قبائل داكوتا وفوكس ومينوميني ونيبجون ونوكيه وأتسينا. أطلقوا على بحيرة سوبيريور اسم Ojibwe Gichigami («بحر أجيبوي العظيم») أو Anishnaabe Gichgamiing («بحر أنيشينابه العظيم»). بعد وصول الأوروبيين، جعل أنيشينابه أنفسهم وسطاء بين تجار الفراء الفرنسيين والشعوب الأصلية الأخرى. سرعان ما أصبحوا الأمة الأمريكية الأصلية المهيمنة في المنطقة: لقد طردوا سيوكس وفوكس وحققوا انتصارًا على الإيروكوا غرب سولت سانت ماري عام 1662. بحلول منتصف القرن الثامن عشر، احتل الأوجيبوي جميع شواطئ بحيرة سوبيريور.

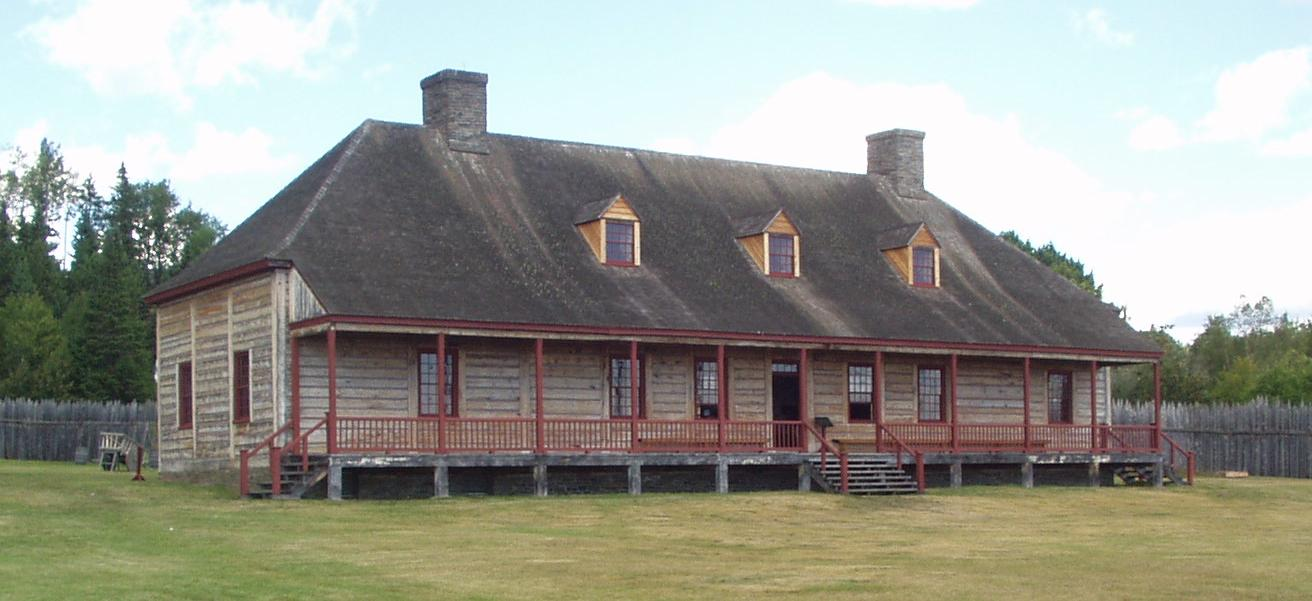
القاعة الكبرى المعاد بناؤها، معلم جراند بورتاج الوطني، مينيسوتا

كان جان نيكوليه أول أوروبي يرى هذه البحيرة خلال رحلته 1621-1623.
في القرن الثامن عشر، عندما زودت تجارة الفراء المزدهرة أوروبا بقبعات السمور، احتكرتها شركة خليج هدسون احتكارًا فعليًا في المنطقة حتى عام 1783، عندما تأسست شركة الشمال الغربي المنافسة. قامت شركة الشمال الغربي ببناء حصون على بحيرة سوبيريور في غراند بورتاج وفورت ويليام ونيبيجون ونهر بيك ونهر ميتشيبيكوتين وسولت سانت ماري. ولكن بحلول عام 1821، اندمجت الشركات تحت اسم شركة خليج هدسون بسسب الضرر الذي ألحقته المنافسة بأرباح كليهما.
في 24 نوفمبر 1918، اختفت سفينتا صيد فرنسيتان مسلحتان من فئة نافارين بدون أثر، ضحايا العاصفة التي اندلعت في ذلك اليوم، عند عبور البحيرة. بينما كانوا في طريقهم إلى فرنسا، بُنيت السفينتين إنكرمان وسيريسول في فورت ويليام في أونتاريو.
تعتبر العديد من المدن حول البحيرة مناطق تعدين حالية أو سابقة، أو تعمل في المعالجة أو الشحن. اليوم، صارت السياحة الصناعة الهامة في البلاد، فبحيرة سوبيريور قليلة الكثافة السكانية، مع الشواطئ والبرية الوعرة، تجذب المصطافين والمغامرين.

### النقل البحري

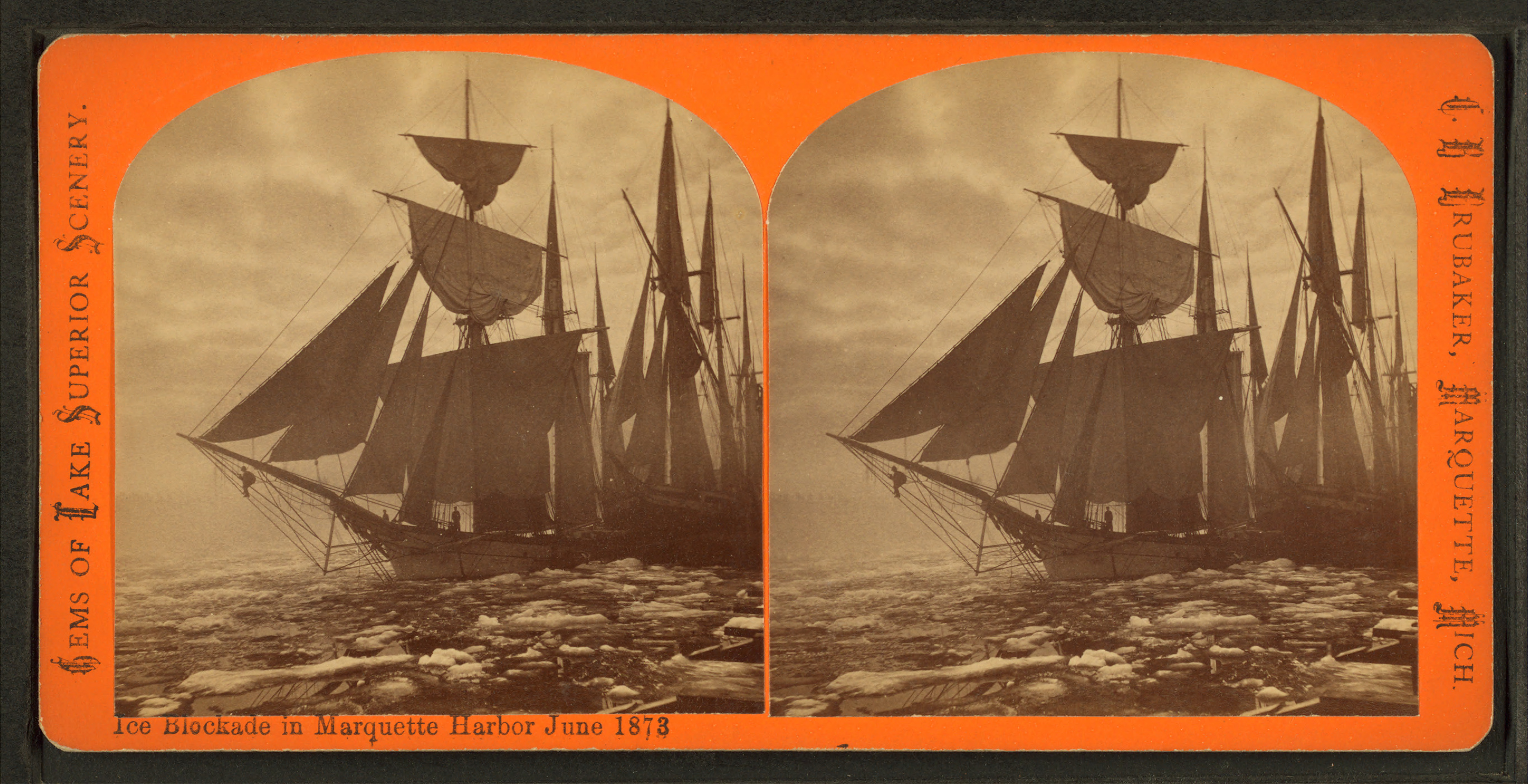
"حصار الجليد في ميناء ماركيتيونيو 1873"، صورة مجسمة

كانت بحيرة سوبيريور رابطًا مهمًا في ممر البحيرات العظمى المائي، حيث وفرت طريقًا لنقل خام الحديد بالإضافة إلى الحبوب وغيرها من المواد المنجمية والمصنعة. تنقل سفن الشحن الكبيرة التي تسمى سفن الشحن البحري، بالإضافة إلى سفن الشحن الصغيرة العابرة للمحيطات، هذه السلع عبر بحيرة سوبيريور.
كان الشحن بطيئًا في الوصول إلى بحيرة سوبيريور في القرن التاسع عشر. كان أول قارب بخاري يعمل على البحيرة هو الاستقلال في عام 1847، بينما بدأت السفن البخارية الأولى في البحيرات العظمى الأخرى في الإبحار في عام 1816
كان الشحن بطيئًا في الوصول إلى بحيرة سوبيريور في القرن التاسع عشر. وكانت الاستقلال أول باخرة بخارية تتشغيل على البحيرة في عام 1847، في حين بدأت البواخر الأولى في منطقة البحيرات الكبرى الأخرى الإبحار في 1816.
يغلق الجليد النقل البحري في البحيرة من منتصف يناير إلى أواخر مارس. تختلف التواريخ الدقيقة لموسم الشحن كل عام،  اعتمادًا على الظروف الجوية التي تتشكل وتكسر الجليد.

### حطام السفن
يُعرف الشاطئ الجنوبي لبحيرة سوبريور بين غراند ماريه، ميتشيغان، ووايتفيش بوينت باسم «مقبرة البحيرات العظمى» حيث فُقد المزيد من السفن حول منطقة وايتفيش بوينت أكثر من أي جزء آخر من بحيرة سوبيريور. يُحافظ الآن على حطام السفن هذه ضمن محمية وايتفيش بوينت تحت الماء.
تشمل العواصف التي أودت بغرق عدة سفن، عاصفة ماتافا عام 1905 وعاصفة البحيرات العظمى عام 1913.
منذ القرن التاسع عشر، كانت هناك العديد من الخسائر في كل من مينيسوتا (الشاطئ الشمالي) وجزء ويسكونسن (الشاطئ الجنوبي) من غرب بحيرة سوبيريور. من بين حطام السفن المعروف في المنطقة، تم إدراج 25 منها في السجل الوطني للأماكن التاريخية.
عُثر على حطام قبرص أس أس(7) في أغسطس 2007، وهي ناقلة بُنيت في لورين بولاية أوهايو، وأُطلقت في 17 أغسطس 1907، وفقدت في رحلتها الثانية لنقل خام الحديد من سوبريور، ويسكونسن، إلى بوفالو، نيويورك، وكان الناجي الوحيد من بين طاقمها المكون من 23 فردًا هو تشارلز جي بيتز.
عاصفة ماتافا عام 1905 هي اسم العاصفة التي حدثت في منطقة البحيرات العظمى في 27-28 نوفمبر 1905. تحرك النظام عبر الحوض العظيم بعمق معتدل في 26 نوفمبر و 27 نوفمبر، ثم من الشرق إلى الشمال الشرقي عبر البحيرات العظمى في 28 نوفمبر. توقع الارصاد رياح شرقية نقية في منطقة البحيرات العظمى بعد ظهر ومساء 27 نوفمبر، مع تحذيرات من العواصف سارية بحلول صباح يوم 28 نوفمبر. ورافقت رياح العاصفة والثلوج الشديدة مرور الإعصار. العاصفة، التي سميت على اسم حطام ماتافا، انتهى بها الأمر إلى تدمير أو إتلاف حوالي 29 سفينة، مما أسفر عن مقتل 36 بحارًا والتسبب في خسائر شحن بلغت 3.567 مليون دولار (1905 دولارًا) على بحيرة سوبيريور.
في عام 1918  م، اختفت آخر السفن الحربية التي غرقت في البحيرات العظمى، وهي كاسحات ألغام فرنسية إنكرمان وسيريسول، في عاصفة بحيرة سوبيريور، ربما عند ضرب الخطر المجهول للسفن العليا في جزء عميق من البحيرة. مع مقتل 78 من أفراد الطاقم، كان غرقهم أكبر خسارة في الأرواح في بحيرة سوبيريور حتى الآن.
إس إس إدموند فيتزجيرالد كانت آخر سفينة تغرق في بحيرة سوبيريور، على بعد 15 ميلًا بحريًا (28 كم ؛ 17 ميل) من نقطة وايتفيش في عاصفة بتاريخ 10 نوفمبر 1975. خلد جوردون لايتفوت الحطام في قصته «حطام السفينة إدموند فيتزجيرالد». توفي جميع أفراد الطاقم البالغ عددهم 29 ولم يُعثر على جثث. تعرضت إدموند فيتزجيرالد لضرب شديد من بحيرة سوبيريور لدرجة أن السفينة التي يبلغ ارتفاعها 729 قدمًا (222 مترًا) انقسمت إلى نصفين؛ يبلغ طول قطعتين لها حوالي 170 قدمًا (52 مترًا) بعمق 91 قامة و 4 أقدام (550 قدمًا أو 170 مترًا).
في 30 أبريل 1967، أودت عاصفة في دولوث بولاية مينيسوتا بحياة ثلاثة فتيان مراهقين وحرس السواحل إدغار كولبيرتسون. كان كولبيرتسون واثنان آخران جزءًا من فريق إنقاذ يبحث عن الأولاد المفقودين على رصيف مدخل دولوث على بحيرة سوبيريور. غالبًا ما يشير خبراء الأرصاد الجوية وسكان مينيسوتا إلى هذا اليوم باسم 'الأحد الأسود'. كانت هناك تقارير عن هطول أمطار غزيرة حتى شمال دولوث في ذلك اليوم. وبحسب ما ورد كانت الأمواج على بحيرة سوبيريور في دولوث في تلك الليلة أكثر من 20 قدمًا (6.1 م) في بعض الأحيان؛ البحيرة بها 36 درجة فهرنهايت (2 درجة مئوية) من المياه مع رياح قوية تصل سرعتها إلى 45 ميلًا في الساعة (72 كم / ساعة).
تغني لايتفوت أن «البحيرة، كما يقال، لا تتخلى عن موتها أبدًا». هذا بسبب الماء البارد بشكل غير عادي، تحت 2 °م (36 °ف) في المتوسط حوالي عام 1970. عادة، البكتيريا المتحللة للجسم الغارق سوف تنفخه بالغاز، مما يجعله يطفو على السطح بعد بضعة أيام. لكن مياه بحيرة سوبيريور باردة بدرجة كافية على مدار العام لمنع نمو البكتيريا، وتميل الأجسام إلى الغرق وعدم ظهورها أبدًا. أفاد جو ماكينيس أنه في يوليو 1994، اكتشف المستكشف فريدريك شانون في إكسبيديشن 94 إلى حطام إدموند فيتزجيرالد جثة رجل بالقرب من جانب ميناء منزلها، ليس بعيدًا عن الباب المفتوح، «يرتدي ملابس كاملة، يرتدي سترة نجاة برتقالية، ويكذب وجهه لأسفل في الرواسب».

## البيئة

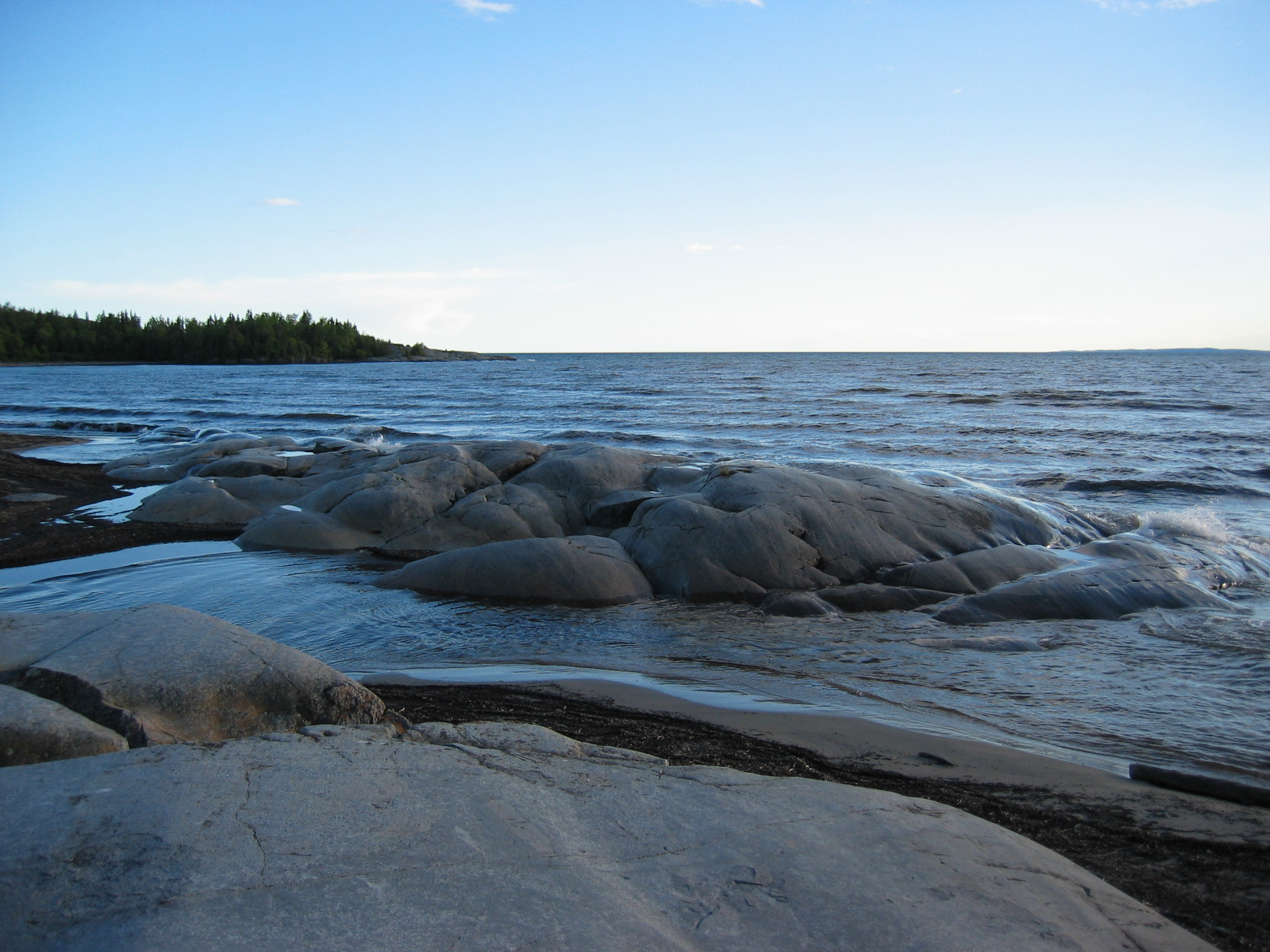
شاطئ بادروك، حديقة مقاطعة نيس، أونتاريو

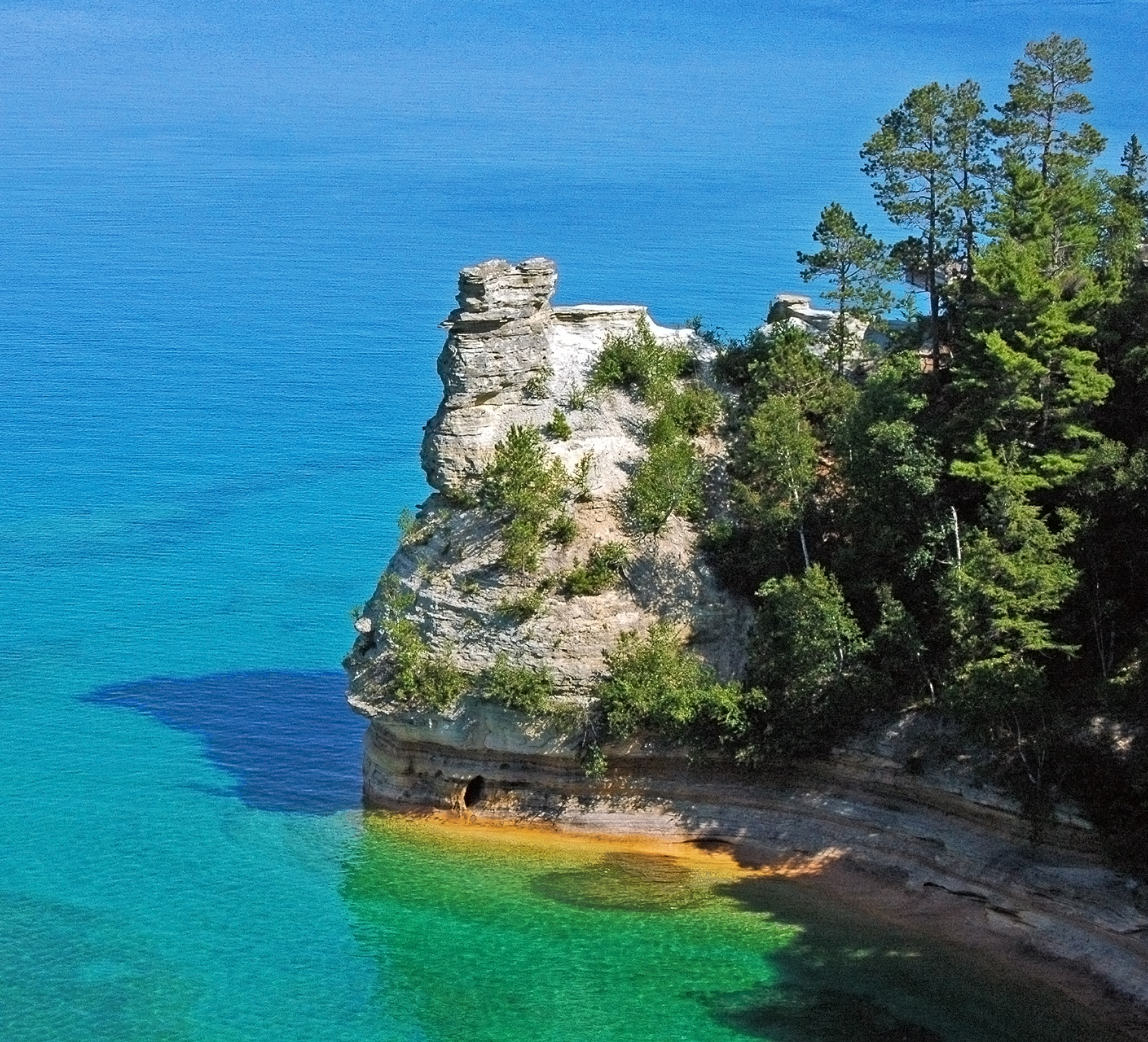
شاطئ بحيرة الصخور المصورةالوطني، ميشيغان

عُثر على أكثر من 80 نوعًا من الأسماك في بحيرة سوبيريور. الأنواع المحلية إلى البحيرة وتشمل: أسماك الكيلي (Fundulus diaphanus)، الرنجة، سمك السلمون المرقط، السمك النهري البربوط، السيسك، سمك الحفش مياه العذبة، سمك السلمون المرقط البحيرة، بحيرة السمك الأبيض، مصاصة طويلة الأنف، المسكلنج، سمك الكراكي الشمالي، سمك اليقطين (Lepomis gibbosus)، باس الصخور، السمك الأبيض، سمالموث باس، سمك الجاحظ، مصاصة بيضاء وجثم الأصفر. بالإضافة إلى ذلك، أُدخل العديد من أنواع الأسماك إما عن قصد أو عن طريق الخطأ إلى بحيرة سوبيريور: سمك السلمون الأطلسي، التراوت البني، الكارب، سلمون شينوك، سلمون كوهو، طبل المياه العذبة، السلمون الوردي، هف عضاض، تراوت قوس قزح، القوبي المستدير، الروفي، لامبري البحر والجثم الأبيض.
تحتوي بحيرة سوبيريور على عدد أقل من المغذيات الذائبة بالنسبة إلى حجم مياهها مقارنة بالبحيرات الكبرى الأخرى، وبالتالي فهي أقل إنتاجية من حيث أعداد الأسماك وهي بحيرة قليلة التغذية. هذا نتيجة للتربة المتخلفة الموجودة في مستجمعات المياه الصغيرة نسبيًا. كما أنه يعكس قلة عدد السكان نسبيًا وكمية صغيرة من الزراعة في مستجمعات المياه. ومع ذلك، فقد استمرت تركيزات النترات في البحيرة في الارتفاع منذ أكثر من قرن. فهي لا تزال أقل بكثير من المستويات التي تعتبر خطرة على صحة الإنسان ؛ لكن هذا الارتفاع المطرد طويل الأجل هو سجل غير عادي لتراكم النيتروجين البيئي. قد يكون مرتبطًا بالبدائل البشرية المنشأ لدورة النيتروجين الإقليمية، لكن الباحثين لا يزالون غير متأكدين من أسباب هذا التغيير في بيئة البحيرة.
أما بالنسبة لأسماك البحيرات العظمى الأخرى، فقد تأثرت التجمعات أيضًا من جراء الإدخال العرضي أو المتعمد لأنواع غريبة مثل لامبري البحر وروف أوراسيا. حدثت عمليات الإدخال العرضية جزئيًا عن طريق إزالة الحواجز الطبيعية أمام الملاحة بين البحيرات العظمى. كما كان الصيد الجائر عاملاً في انخفاض أعداد الأسماك.

## روابط خارجية
- مخطط بحيرة سوبريور البحري # 14961 عبر الإنترنت
- مجلس مراقبة البحيرة الدولية الفائق
- أطلس البحيرات العظمى لوكالة حماية البيئة
- صحيفة حقائق أطلس البحيرات العظمى رقم 1 من وكالة حماية البيئة
- مشاهدة ساحل البحيرات العظمى نسخة محفوظة 11 مايو 2008 على موقع واي باك مشين.
- متنزهات كندا - منطقة بحيرة سوبيريور الوطنية للمحمية البحرية
- صفحة مينيسوتا سي غرانت ليك سوبيريور
- مقياس أعماق البحيرة الفائق

## الهوامش
- 1 : مساحة أمريكا الشمالية تقدر بـ2.47×107 كم² وأمريكا الجنوبية بـ1.78×107 كم² وبمساحة كلية تقدر بـ4.26×107 كم². حجم بحيرة سوبيريور (1.20×104 كم³) يقسم على 4.26×107 كم² يعطي عمق 0.282م.
- 2 : بعمق 942 قدم (287 م) تحت مستوى سطح البحر
- 3 : بعمق 1,503 قدم (458 م) تحت مستوى سطح البحر
- 4 : على الرغم من أن بحيرة كريتر هي أعمق بحيرة في الولايات المتحدة وأعمق من بحيرة سوبيريور، إلا أن بحيرة كريتر أعلى ارتفاعًا، وبالتالي فإن أعمق نقطة لها 4,229 قدم (1,289 م) فوق مستوى سطح البحر.
- 6 : أكثر برودة مع تكوينات نسيم البحر المتكررة
- 7 : غمق 420 قدم (130 م) وهي ناقلة خام غرقت في 11 أكتوبر 1907، خلال عاصفة بحيرة سوبيريور في 77 قامة (460 قدم (140 م)) من الماء

### فهرس المراجع
1. ↑  مذكور في: نظام معلومات الأسماء الجغرافية. تاريخ النشر: 1 مارس 2020. مُعرِّف نظام معلومات الأسماء الجغرافيَّة (GNIS): 1618946. لغة العمل أو لغة الاسم: الإنجليزية.
2. ↑  مذكور في: Ontario Geographic Names Map Viewer. الوصول: 21 أكتوبر 2020.
3. ↑  مذكور في: Canadian Geographical Names Database. معرف فريد لمجلس الأسماء الجغرافية في كندا: FEAOR. الوصول: 6 نوفمبر 2020. الناشر: Natural Resources Canada. لغة العمل أو لغة الاسم: الإنجليزية.
4. 1 2  مذكور في: Ontario Geographic Names Map Viewer. الوصول: 6 نوفمبر 2020.
5. ↑  مذكور في: Canadian Geographical Names Database. معرف فريد لمجلس الأسماء الجغرافية في كندا: FCTJL. الوصول: 6 نوفمبر 2020. الناشر: Natural Resources Canada. لغة العمل أو لغة الاسم: الإنجليزية.
6. ↑  مذكور في: Ontario Geographic Names Map Viewer. الوصول: 18 نوفمبر 2020.
7. ↑  مذكور في: Ontario Geographic Names Map Viewer. الوصول: 12 فبراير 2021.
8. ↑  مذكور في: Canadian Geographical Names Database. معرف فريد لمجلس الأسماء الجغرافية في كندا: FDDHO. الوصول: 12 فبراير 2021. الناشر: Natural Resources Canada. لغة العمل أو لغة الاسم: الإنجليزية.
9. 1 2 3 4 5 6 7 8  "Great Lakes: Basic Information: Physical Facts". United States Environmental Protection Agency. 25 مايو 2011. مؤرشف من الأصل في 2010-10-29. اطلع عليه بتاريخ 2011-11-09.
10. 1 2 3  
"Great Lakes Atlas: Factsheet #1". United States Environmental Protection Agency. 11 أبريل 2011. مؤرشف من الأصل في 2020-11-27. اطلع عليه بتاريخ 2011-11-10.
11. ↑  Wright، John W.، المحرر (2006). The New York Times Almanac (ط. 2007). New York: Penguin Books. ص. 64. ISBN:0-14-303820-6. مؤرشف من الأصل في 2020-08-01.
12. ↑  "Great Lakes Water Levels" (PDF). United States Army Corps of Engineers. مؤرشف من الأصل (PDF) في 2013-04-18. اطلع عليه بتاريخ 2013-06-27. The link also has daily elevations for the current month.
13. ↑  "Shorelines of the Great Lakes". Michigan Department of Environmental Quality. مؤرشف من الأصل في 2015-04-05.
14. ↑  العايدي، محمد عوض (2010). موسوعة التصنيف العشري (ط. الثانية). القاهرة: المكتبة الأكاديمية. ج. الأول. ص. 233. مؤرشف من الأصل في 2020-01-25. اطلع عليه بتاريخ 2018-09-22.
15. ↑  Superior Pursuit: Facts About the Greatest Great Lake - Minnesota Sea Grant University of Minnesota. Retrieved on 2007-08-09. نسخة محفوظة 21 يوليو 2017 على موقع واي باك مشين.
16. ↑  Minnesota Sea Grant. "Superior Pursuit: Facts About the Greatest Great Lake". University of Minnesota. مؤرشف من الأصل في 2020-11-11. اطلع عليه بتاريخ 2007-08-09.
17. ↑  "Michigan and Huron: One Lake or Two?" Pearson Education, Inc: Information Please Database, 2007.نسخة محفوظة 09 مارس 2017 على موقع واي باك مشين.
18. 1 2  "Kitchi-Gami Almanac: The Name". LakeSuperior.com. 1 يناير 2006. مؤرشف من الأصل في 2020-11-18.
19. ↑  Chisholm، Barbara؛ Gutsche، Andrea (1998). Under the Shadow of the Gods: A Guide to the History of the Canadian Shore of Lake Superior (ط. 1st). Transcontinental Printing.
20. ↑  "Great Lakes Atlas". Environment Canada and United States Environmental Protection Agency. 1995. مؤرشف من الأصل في 2015-09-24.
21. ↑  Stewart، George R. (1945). Names on the Land, A Historical Account of Place-Naming in the United States. ص. 83. مؤرشف من الأصل في 2021-02-25.
22. ↑  "Great Lakes: Basic Information: Physical Facts". United States Environmental Protection Agency. 25 مايو 2011. مؤرشف من الأصل في 2010-10-29. اطلع عليه بتاريخ 2011-11-09.
23. ↑  "Great Lakes Atlas: Factsheet #1". United States Environmental Protection Agency. 11 أبريل 2011. مؤرشف من الأصل في 2020-11-27. اطلع عليه بتاريخ 2011-11-10.
24. ↑  Wright، المحرر (2006). The New York Times Almanac (ط. 2007). New York: Penguin Books. ص. 64. ISBN:0-14-303820-6. مؤرشف من الأصل في 2020-08-01.
25. ↑  Minnesota Sea Grant. "Lake Superior". University of Minnesota. مؤرشف من الأصل في 2020-10-14. اطلع عليه بتاريخ 2007-08-09.
26. ↑  Minnesota Sea Grant (15 أكتوبر 2014). "Lake Superior's Natural Processes". University of Minnesota. مؤرشف من الأصل في 2020-08-22. اطلع عليه بتاريخ 2015-11-17.
27. ↑  "The Fall Storm Season". National Weather Service. مؤرشف من الأصل في 2017-12-16. اطلع عليه بتاريخ 2007-09-25.
28. 1 2 3 4 5 6  Chisholm & Gutsche (1998).
29. ↑  Government of Canada، Natural Resources Canada. "Place names - Nipigon River". www4.rncan.gc.ca. مؤرشف من الأصل في 2016-03-03. اطلع عليه بتاريخ 2019-10-03.
30. ↑  U.S. Geological Survey. National Hydrography Dataset high-resolution flowline data. The National Map نسخة محفوظة 29 مارس 2012 على موقع واي باك مشين., accessed May 1, 2012
"نسخة مؤرشفة". مؤرشف من الأصل في 2017-08-23. اطلع عليه بتاريخ 2020-12-19.{{استشهاد ويب}}:  صيانة الاستشهاد: BOT: original URL status unknown (link)
31. ↑  U.S. Geological Survey. National Hydrography Dataset high-resolution flowline data. The National Map, accessed May 1, 2012 نسخة محفوظة 23 أغسطس 2017 على موقع واي باك مشين.
32. ↑  "Figure 1.1 - Project Location". High Falls and Manitou Falls Hydroelectric Project. Ojibways of the Pic River First Nation. 2010. مؤرشف من الأصل (JPG) في 2016-03-03. اطلع عليه بتاريخ 2010-07-29.
33. ↑  Annin، Peter (2006). The Great Lakes Water Wars. Island Press. ص. 15. ISBN:978-1-55963-087-0. مؤرشف من الأصل في 2017-02-08.
34. ↑  "Great Lakes Atlas: Factsheet #1". United States Environmental Protection Agency. 11 أبريل 2011. مؤرشف من الأصل في 2015-02-23. اطلع عليه بتاريخ 2011-11-10.
35. 1 2  Minnesota Sea Grant. "Lake Superior". University of Minnesota. مؤرشف من الأصل في 2020-10-14. اطلع عليه بتاريخ 2007-08-09.
36. ↑  "Lake Superior Hits Record Lows". The Globe and Mail. Toronto. Associated Press. 1 أكتوبر 2007. مؤرشف من الأصل في 2008-06-10. اطلع عليه بتاريخ 2007-10-06.
37. ↑  "Current Great Lakes Water Levels". Great Lakes Information Network. مؤرشف من الأصل في 2007-10-20. اطلع عليه بتاريخ 2007-10-23.
38. 1 2 3 4 5  Detroit District (سبتمبر 2009). Monthly Bulletin of Lake Levels for The Great Lakes. United States Army Corps of Engineers.
39. ↑  Marshall، Jessica (30 مايو 2007). "Global Warming Is Shrinking the Great Lakes". New Scientist. مؤرشف من الأصل في 2007-10-13. اطلع عليه بتاريخ 2007-09-25.
40. ↑  "Lake Superior Warming Faster than Surrounding Climate". The Globe and Mail. Toronto. Associated Press. 4 يونيو 2007. مؤرشف من الأصل في 2007-04-09. اطلع عليه بتاريخ 2007-09-25.
41. ↑  Lamb، Hubert H. (1995). "The Little Ice Age". Climate, History and the Modern World. London: Routledge. ص. 241. ISBN:0-415-12734-3. مؤرشف من الأصل في 2021-03-07.
42. ↑  "Extensive Great Lakes Ice Coverage to Limit Severe Weather, Pose Challenges to Shipping Industry". Accuweather.com. مؤرشف من الأصل في 2016-01-01. اطلع عليه بتاريخ 2015-11-17.
43. ↑  Meyers, John (16 Mar 2019). "After Achieving 95 Percent Coverage, Lake Superior's Ice Breaking Up". Pioneer Press (بالإنجليزية الأمريكية). St. Paul, Minnesota. Forum News Service. Archived from the original on 2019-09-04. Retrieved 2019-09-04.
44. ↑  "Laughing Lake (Ontario)" (بالإنجليزية). Natural Resources Canada. Retrieved 2025-07-18.
45. ↑  "Great Lakes Circle Tour". Great-Lakes.net. مؤرشف من الأصل في 2010-07-25. اطلع عليه بتاريخ 2015-11-17.
46. ↑  Phillips, David W. (1978). "Environmental Climatology of Lake Superior". Journal of Great Lakes Research (بالإنجليزية). 4 (3–4): 288–309. DOI:10.1016/S0380-1330(78)72199-4. Archived from the original on 2018-06-05.
47. 1 2  Derecki، J. A. (يوليو 1980). "NOAA Technical Memorandum ERL GLERL-29: Evaporation from Lake Superior" (PDF). Great Lakes Environmental Research Laboratory. ص. 37. اطلع عليه بتاريخ 2007-09-25.[وصلة مكسورة]
48. ↑  Austin، Jay A.؛ Colman، Steven M. (2007). "Lake Superior Summer Water Temperatures Are Increasing More Rapidly than Regional Air Temperatures: A Positive Ice-Albedo Feedback". Geophysical Research Letters. ج. 34 ع. 6. DOI:10.1029/2006GL029021.
49. ↑  Harris، Ann G. (1977). Geology of National Parks (ط. 2nd). Dubuque, Iowa: Kendall Hunt. ص. 200.
50. ↑  Linder، Douglas O. (2006). "'Simply Superior: The World's Greatest Lake' Lake Superior Facts". Law.umkc.edu. مؤرشف من الأصل في 2005-11-05. اطلع عليه بتاريخ 2015-11-17.
51. ↑  "Ontario Amethyst: Ontario's Mineral Emblem". Ontario Ministry of Northern Development and Mines. مؤرشف من الأصل في 2007-08-12. اطلع عليه بتاريخ 2007-08-04.
52. ↑  Serge, Bouchard; Marie-Christine, Lévesque (2014). Ils ont couru l'Amérique (بالفرنسية). Lux Éditeur. p. 420. ISBN:978-2-89596-161-1. p.44 {{استشهاد بكتاب}}: تجاهل المحلل الوسيط |sous-titre= لأنه غير معروف (help).
53. ↑  "Biographie – BRÛLÉ, ÉTIENNE – Volume I (1000-1700)". Dictionnaire biographique du Canada (بالفرنسية). 2017. Archived from the original on 2020-10-21. Retrieved 7 اكتوبر 2017. {{استشهاد ويب}}: تحقق من التاريخ في: |تاريخ الوصول= (help).
54. ↑  Palmer، Richard F. (1988). First Steamboat on the Great Lakes (PDF). ص. 7–8. مؤرشف من الأصل (PDF) في 2019-10-16.
55. ↑  Bowen، Dana Thomas (1953). Great Lakes Ships and Shipping (PDF). Minnesota Historical Society. ص. 9. مؤرشف من الأصل (PDF) في 2020-07-14.
56. ↑  "Paul R. Treggurtha: Last Trip for the Tregurtha This Year". Duluth Shipping News. 12 يناير 2015. مؤرشف من الأصل في 2020-05-20. اطلع عليه بتاريخ 2015-01-21. Another trip here was planned but has apparently been canceled, making this her last and 41st visit this season. Last year, without a late start due to ice, the Tregurtha was here 49 times.
57. ↑  Stonehouse، Frederick (1998) [1985]. Lake Superior's Shipwreck Coast. Gwinn, Michigan: Avery Color Studios. ص. 267. ISBN:0-932212-43-3.
58. ↑  "Lake Superior Shipwrecks-Shipwreck List". Minnesota Historical Society. مؤرشف من الأصل في 2020-04-12. اطلع عليه بتاريخ 2019-10-30.
59. ↑  "Minnesota's Lake Superior Shipwrecks Map" (PDF). Minnesota Historical Society. مؤرشف من الأصل (PDF) في 2018-07-28. اطلع عليه بتاريخ 2019-10-30.
60. ↑  Historic Shipwrecks.pdf "Wisconsin's Historic Shipwrecks" (PDF). Wisconsin Historical Society. مؤرشف من الأصل (PDF) في 2020-06-03. اطلع عليه بتاريخ 2019-10-26. {{استشهاد ويب}}: تحقق من قيمة |مسار أرشيف= (مساعدة)
61. ↑  "Century-Old Shipwreck Discovered: Ore Carrier Went Down in Lake Superior on Its Second Voyage". NBC News. Associated Press. 10 سبتمبر 2007. مؤرشف من الأصل في 2021-03-08.
62. ↑  Duluth Seaway Port Authority, Minnesota نسخة محفوظة June 8, 2010, على موقع واي باك مشين.
63. ↑  "1905-11-27". Daily Weather Map Series. United States Weather Bureau.
64. ↑  "1905-11-28". Daily Weather Map Series. United States Weather Bureau.
65. ↑  C. F. Schneider (6 ديسمبر 1905). Report For November 1905: Michigan Section of the Climate and Crop Service of the Weather Bureau in Cooperation With the Michigan State Weather Service. Grand Rapids, Michigan Weather Bureau Office. ص. 4. مؤرشف من الأصل في 2020-12-19.
66. ↑  "Boatswain Mate First Class (BM1) Edgar Culbertson, USCG" (PDF). الولايات المتحدةCG History. مؤرشف من الأصل (PDF) في 2017-05-01.
67. ↑  Kohl، Cris (1998). The 100 Best Great Lakes Shipwrecks. Seawolf Communications. ج. Vol. II. ص. 430. ISBN:0-9681437-3-3. {{استشهاد بكتاب}}: |المجلد= يحوي نصًّا زائدًا (مساعدة)
68. ↑  MacInnis، Joseph (1998). Fitzgerald's Storm: The Wreck of the Edmund Fitzgerald. Berkeley, California: Thunder Bay Press. ص. 101. ISBN:1-882376-53-6.
69. ↑  Minnesota Sea Grant. "Lake Superior Fish Species". University of Minnesota. مؤرشف من الأصل في 2020-04-28. اطلع عليه بتاريخ 2009-06-03.
70. ↑  Minnesota 2009 fishing regulations. ص. 23.
71. ↑  Sterner، Robert W.؛ Anagnostou، Eleni؛ Brovold، Sandra؛ Bullerjahn، George S.؛ Finlay، Jacques C.؛ Kumar، Sanjeev؛ McKay، R. Michael L.؛ Sherrell، Robert M. (2007). "Increasing Stoichiometric Imbalance in North America's Largest Lake: Nitrification in Lake Superior" (PDF). Geophysical Research Letters. ج. 34 ع. 10: L10406. Bibcode:2007GeoRL..3410406S. DOI:10.1029/2006GL028861. مؤرشف من الأصل (PDF) في 2018-07-19.
72. ↑  Minnesota Sea Grant. "Superior Pursuit: Facts About the Greatest Great Lake". University of Minnesota. مؤرشف من الأصل في 2020-11-11. اطلع عليه بتاريخ 2007-08-09.
73. National Geophysical Data Center (1999). "Bathymetry of Lake Superior". National Oceanic and Atmospheric Administration. مؤرشف من الأصل في 2023-02-27. اطلع عليه بتاريخ 2015-03-23.
(the general reference to NGDC because this lake was never published, compilation of Great Lakes Bathymetry at NGDC has been suspended).
74. National Geophysical Data Center (1999). "Bathymetry of Lake Huron". National Oceanic and Atmospheric Administration. DOI:10.7289/V5G15XS5. مؤرشف من الأصل في 2023-01-15. اطلع عليه بتاريخ 2015-03-23. {{استشهاد بدورية محكمة}}: الاستشهاد بدورية محكمة يطلب |دورية محكمة= (مساعدة) (only small portion of this map)
75. Hastings، D. & Dunbar، P.K. (1999). "Global Land One-Kilometer Base Elevation (GLOBE) v.1". National Geophysical Data Center. DOI:10.7289/V52R3PMS. مؤرشف من الأصل في 2020-11-06. اطلع عليه بتاريخ 2015-03-16. {{استشهاد بدورية محكمة}}: الاستشهاد بدورية محكمة يطلب |دورية محكمة= (مساعدة)
76. Wright، H. E., Jr. (1973). Black، Robert Foster؛ Goldthwait، Richard Parker؛ Willman، Harold (المحررون). "Tunnel Valleys, Glacial Surges, and Subglacial Hydrology of the Superior Lobe, Minnesota". Geological Society of America Memoirs. Boulder, Colorado: Geological Society of America. ج. 136: 251–276. DOI:10.1130/MEM136-p251. ISBN:0813711363. مؤرشف من الأصل في 2020-12-08. اطلع عليه بتاريخ 2015-04-01.{{استشهاد بدورية محكمة}}:  صيانة الاستشهاد: أسماء متعددة: قائمة المؤلفين (link)
77. Regis، Robert S.؛ Jennings-Patterson، Carrie؛ Wattrus، Nigel & Rausch، Deborah (24–25 مارس 2003). Relationship of Deep Troughs in the Eastern Lake Superior Basin and Large-Scale Glaciofluvial Landforms in the Central Upper Peninsula of Michigan. North-Central Section 37th Annual Meeting. Kansas City, Missouri: The Geological Society of America. Paper No. 19-10. مؤرشف من الأصل في 2016-03-04. اطلع عليه بتاريخ 2015-04-01.
78. Great Lakes Environmental Research Laboratory. "About Our Great Lakes: Tour". National Oceanic and Atmospheric Administration. مؤرشف من الأصل في 2017-05-07. اطلع عليه بتاريخ 2017-12-15.